# Orphninotrichia regia
Orphninotrichia regia är en nattsländeart som beskrevs av Wells 1980. Orphninotrichia regia ingår i släktet Orphninotrichia och familjen smånattsländor. Inga underarter finns listade i Catalogue of Life.